# Haukijärvi (Gällivare socken, Lappland, 753192-165086)
Haukijärvi är en sjö i Gällivare kommun i Lappland och ingår i Kalixälvens huvudavrinningsområde. Sjön har en area på 0,0505 kvadratkilometer och ligger 471 meter över havet.

## Delavrinningsområde
Haukijärvi ingår i det delavrinningsområde (753230-164347) som SMHI kallar för Utloppet av Paittasjärvi. Medelhöjden är 607 meter över havet och ytan är 165,55 kvadratkilometer. Räknas de 39 avrinningsområdena uppströms in blir den ackumulerade arean 1 064,67 kvadratkilometer. Kalixälven som avvattnar avrinningsområdet har biflödesordning 2, vilket innebär att vattnet flödar genom totalt 2 vattendrag innan det når havet efter 364 kilometer. Avrinningsområdet består mestadels av skog (47 procent) och kalfjäll (25 procent). Avrinningsområdet har 30,15 kvadratkilometer vattenytor vilket ger det en sjöprocent på 18,2 procent.